# Cuprosklodowskite
La cuprosklodowskite  est une espèce minérale du groupe des silicates et du sous-groupe des nésosilicates, de formule Cu(UO2)2(HSiO4)2·6(H2O).

## Inventeur et étymologie
La cuprosklodowskite a été décrite en 1933 par Henri Buttgenbach, dans le gisement d'uranium de Kalongwe (province du Katanga, Congo belge). Son nom fait référence à la sklodowskite, où l'atome de cuivre est remplacé par un atome de magnésium (il y a en fait aussi une différence d'hydratation entre les deux minéraux). Skłodowska est le nom de jeune fille de Marie Curie. Initialement, Buttenbach pensait avoir affaire à une variété de sklodowskite.

## Cristallographie
- Paramètres de la maille conventionnelle : a = 7,052 Å, b = 9,267 Å, c = 6,655 Å, Z = 1 ; alpha = 109,23°, bêta = 89,84°, gamma = 110,01° ; V = 385,85 Å3.
- Densité (calculée) = 3,71.

## Topotype
- Kalongwe, Shaba, République démocratique du Congo.
- Les échantillons de référence sont déposés à l'université de Liège en Belgique.

## Gîtologie
Il s'agit d'un minéral secondaire formé par altération des minéraux d'uranium, né in situ et après transport par solution.

### Minéraux associés
Associations possibles suivant les gîtes : becquerélite, brochantite, uranophane, kasolite, vandenbrandéite, liebigite, uranophane-bêta, compreignacite.

## Habitus
Les cristaux ne dépassent que rarement 1,5 centimètre. Les plus beaux spécimens proviennent de la mine de Musonoi (en) en République démocratique du Congo.

## Synonymie
Jachimovite, ou jachymovite décrite par Radim Nováček (1905–1942) et nommée en référence au lieu de découverte des échantillons : Jáchymov en République tchèque.

## Gisements remarquables
En France
- Haut-du-Them-Château-Lambert, Haute-Saône[4]
- Rabejac, Lodève, Hérault[5]
- Cime de Raus, Capelet Mt., Belvédère, Saint-Martin-Vésubie, Alpes-Maritimes[6]

Dans le monde
- Mine de Musonoi, Kolwezi, Katanga (Shaba), République démocratique du Congo[7]
- Jáchymov (Sankt Joachimsthal), Ostrov, région de Karlovy Vary, Bohème, République tchèque[8]

## Remarques
La couleur et la cristallisation attrayante de ce minéral le font rechercher par les collectionneurs. Toutefois, comme beaucoup de minéraux hydratés, la cuprosklodowskite se transforme avec le temps.
Les collectionneurs doivent être conscients du fort taux de radioactivité de ce minéral tant dans la manipulation que dans le stockage ou l'exposition.